# C++23
C++23 est une version de la norme ISO/IEC 14882 définissant le langage de programmation C++ qui suit la version C++20. La norme a été finalisée par le WG21 lors de la réunion à Issaquah en février 2023. Le dernier working draft gratuit est le N4950, qui date du 10 mai 2023.

## Fonctionnalités
Les modifications qui ont été acceptées pour inclusion dans C++23 incluent : 

### Langage
- if consteval[4]
- opérateur d'indexation [] multidimensionnel (par exemple <nowiki>v[1, 3, 7] = 42;</nowiki>)[5]
- opérateurs d'appel () et d'indexation [] statiques et lambdas statiques[6],[7]
- auto(x) et auto{x}[8]
- nouvelles directives de préprocesseur :
  - #elifdef et #elifndef[9]
  - #warning[10]
- extension de la durée de vie de certaines temporaires dans les boucles for range-based[11]
- nouvel attribut standard [[assume(expression)]][12]
- déduction des arguments de classe template depuis les constructeurs hérités[13]
- labels à la fin d'un bloc d'instructions[14]
- déclaration d'alias dans les init-statements[15]
- suffixes littéraux uz et z pour std::size_t et std::ssize_t[16]
- types flottants étendus std::float16_t, std::float32_t, std::float64_t, std::float128_t, std::bfloat16_t[17]
- () facultatif pour les expressions lambdas nullaires[18]
- attributs sur les expressions lambdas[19]
- modifications de constexpr :
  - variables non-littérales, labels, et gotos dans les fonctions constexpr[20]
  - variables static et thread_local dans les fonctions constexpr[21]
  - les fonctions constexpr n'ont plus besoin que leur type de retour et leurs types de paramètres soient des types littéraux
- réduction des conversions contextuelles vers bool dans les static_assert et if constexpr[22]
- suppression des espaces avant la jonction des lignes[23]
- séquences d'échappement délimitées[24]
- caractères d'échappement universels nommés[25]
- modifications de l'encodage du texte :
  - prise en charge de l'UTF-8 comme encodage de fichier source portable[26]
  - encodage cohérent des caractères littéraux[27]
  - jeux de caractères et encodages[28]